# XF-92 (航空機)
XF-92A
飛行中のXF-92A
- 用途：実験機
- 設計者：コンソリデーテッド・ヴァルティ航空機
- 製造者：
- 運用者：アメリカ（アメリカ空軍）
- 初飛行：1948年9月13日[1]
- 生産数：1機
- ユニットコスト：430万ドル[2]

XF-92は、アメリカ合衆国のコンソリデーテッド・ヴァルティ航空機（コンベア、Consolidated Vultee Aircraft Corp.）が試作した、西側初のデルタ翼（三角翼）を持つジェット機である。
試作機1機のみが製造された。

## 概要
1945年9月にアメリカ陸軍航空軍から最高速700mph（≒608kt, 1,126kmh）、50,000フィートまで上昇4分以内のスペックで、超音速迎撃機計画 MX-813 の試作発注を受けたコンベア社は、ラムジェット推進で後退角45度の主翼とV字尾翼を持つ夢想的な基本案に、社内コード7002を与えて基礎研究を開始したが、風洞実験の結果、低速時と大仰角時に著しく安定を欠く事が明らかになり、一時は頓挫しかかった。
翌1946年7月、敗戦国ドイツからペーパークリップ作戦で渡米した無尾翼機の権威アレキサンダー・マルティン・リピッシュ（Alexander Martin Lippisch）を技術顧問に迎え、グライダーで飛行試験が進んでいた P.13a を下敷きにしたデルタ翼案で全面的に再設計することになり、XP-92 として軍の承認を経て正式着手された。
計画の初期段階では、競争試作機のリパブリック XF-91 同様にターボジェット+ロケットの複合動力案が検討されたが、実用化を危ぶんだ軍が本機をデルタ翼の実証試験機に用途変更したため、機体外形と動力はエキセントリックな当初案より一般的化されると同時に、原価低減目的で構成部品も既存の他機からの寄せ集めになった。
XP-92 の1号機は1947年にロールアウトした。機体は、後退角60度のデルタ翼を中翼配置で有し、垂直尾翼もデルタ形状であった。インテイクは機首にあり、武装は有していない。予定エンジンのウェスティングハウス J30では推力不足が懸念されたため、進空予定を中断して大径のアリソン J33-A21（推力 2,087kg）搭載用に胴体を改造する事になり、名称も1948年6月に XF-92A に変更された。
同年4月1日からミューロック乾湖で滑走試験を開始、9月18日に初飛行した。飛行特性・性能共に不良で改修が重ねられたものの、ダイブ時ですら音速突破を果たせなかったため、1951年にはアフターバーナー付の J33-A-29（推力 3,720kg）に換装し、細部を更に改修した結果、限界テストでただ1度のみ音速を超えた。性能不良の原因としては、エンジンの出力不足があげられている。また、テストパイロットとしてチャック・イェーガーが初飛行を担当し、アルバート・スコット・クロスフィールドも搭乗している。
デルタ翼の実証試験という初期目的は一応果たし、引き続きリピッシュが主導したコンベア社（1953年以降ジェネラル・ダイナミクス傘下）の一連のデルタ翼機 F-102、F-106、B-58 を始め、他社のデルタ翼機にもデータが活用された。
XF-92は1956年公開のアメリカ映画『Toward the Unknown』(英語版)に"Gilbert XF-102"として、1957年公開の『JET PILOT』(英語版))に"MiG-23"として登場している。その後、機体はオハイオ州の国立アメリカ空軍博物館に展示されている。

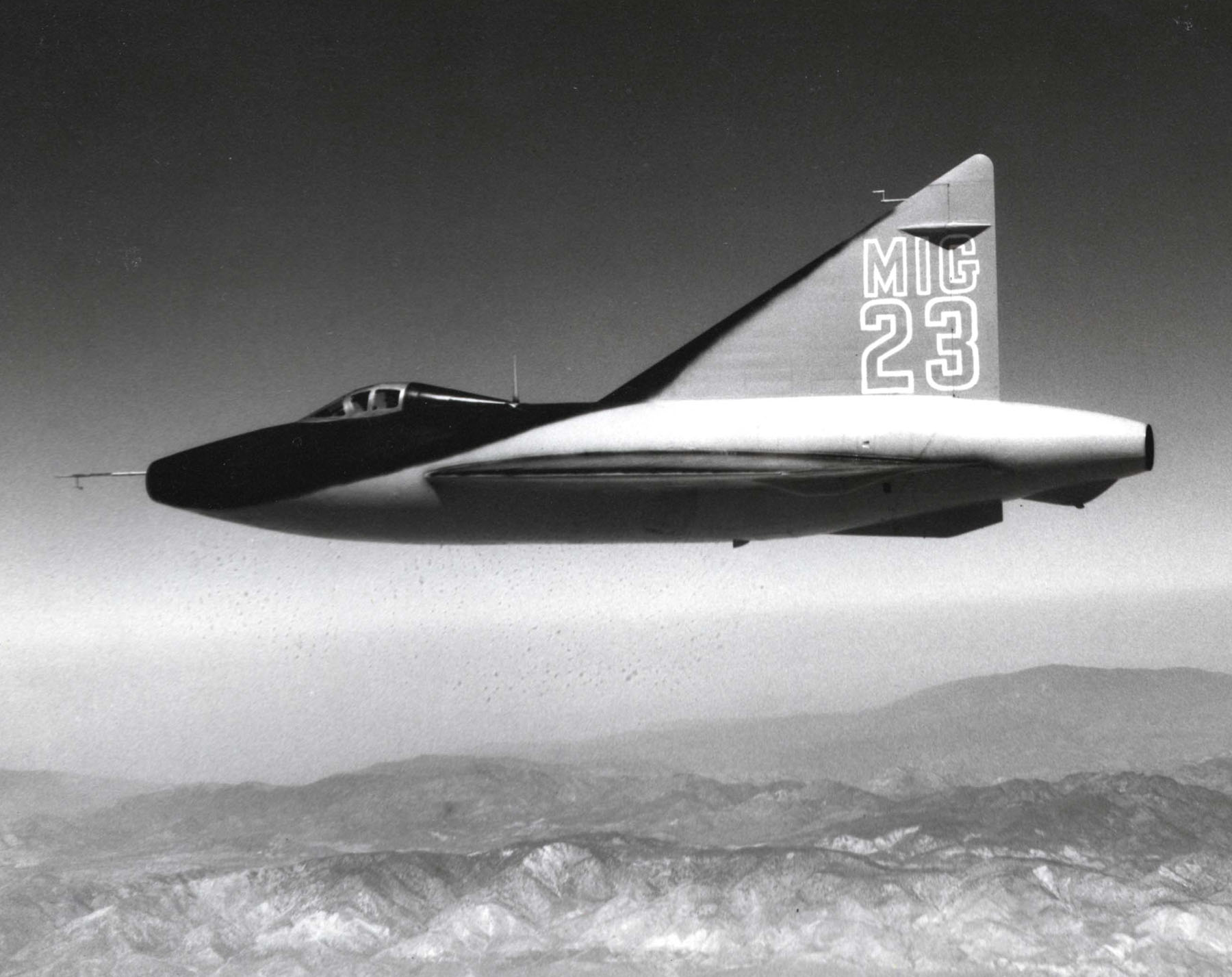
映画『JET PILOT』に登場したXF-92"MiG-23"
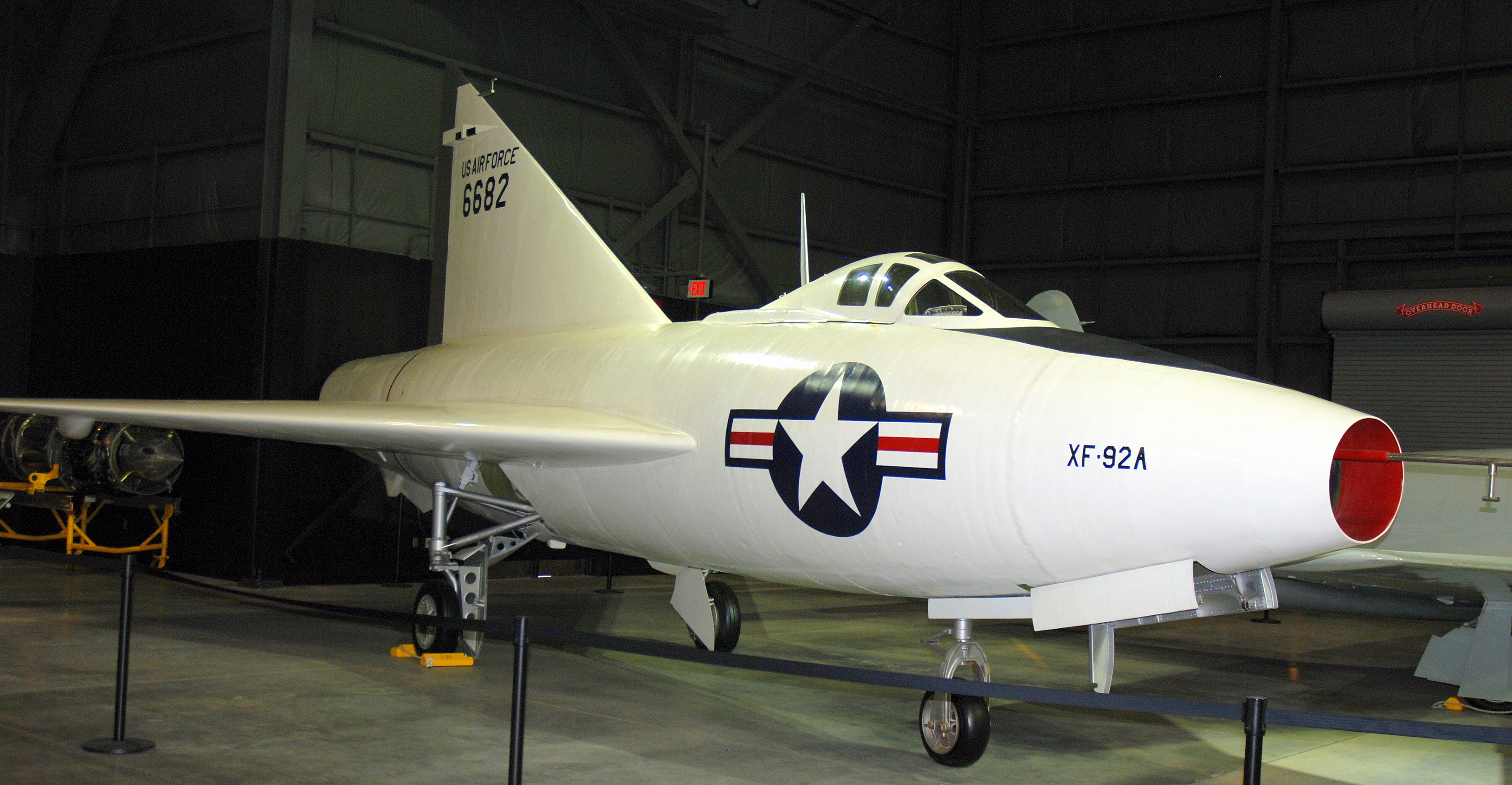
国立アメリカ空軍博物館に展示されているXF-92

## 要目
- 全長：12.92m
- 全幅：9.52m
- 全高：5.38m
- 空虚重量：4.1t

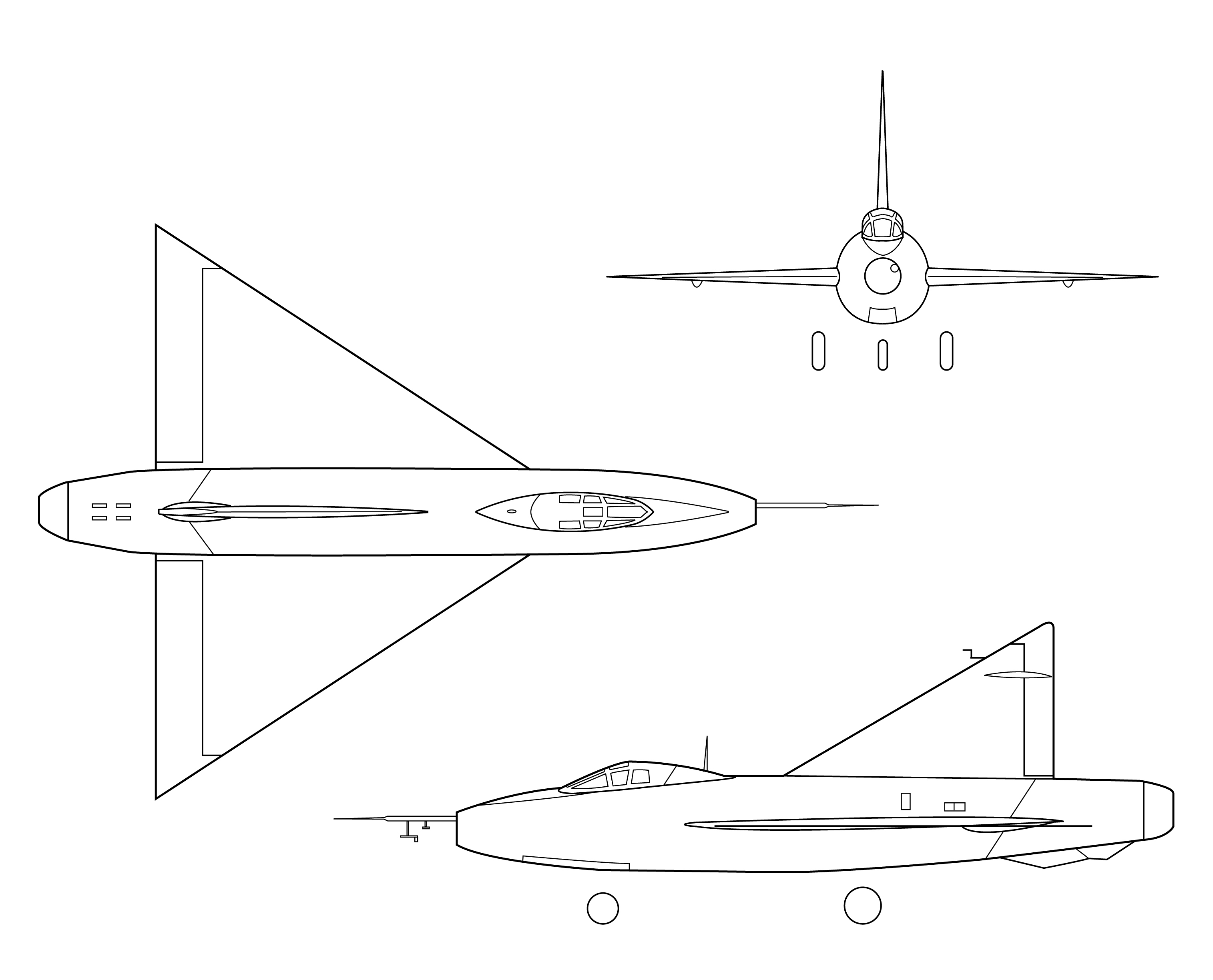
XF-92 三面図

- エンジン：J33-A-29（推力 3,720kg）1基
- 乗員：1名
- 武装：なし